# Kościół św. Anny w Świebodzicach
Kościół świętej Anny – ruina kościoła znajdująca się w dzielnicy Świebodzic – Pełcznicy.
Jest to najstarszy zabytek sakralny w granicach miasta. Była to świątynia jednonawowa, okrągła, o charakterze obronnym, wzniesiona w stylu romańskim. Dokładna data jej zbudowania jest trudna do określenia, ponieważ brak dokumentów budowy. Można tylko przyjąć, że powstała na przełomie XII i XIII wieku, albo i wcześniej, kiedy to Pełcznica należała do Komesa Imbrama bliskiego doradcy i współpracownika księcia Henryka I Brodatego. Pierwsza ściśle historyczna wzmianka źródłowa na temat świątyni została zapisana podczas rządów księcia Henryka I Brodatego w 1226 roku. W tym czasie budowla została zapewne konsekrowana przez arcybiskupa salzburskiego Henryka. Następna wzmianka z 1228 roku informuje o dużej roli świątyni w systemie obronnym osady Pełcznickiej. Wielką sławę przyniósł jej, ale niechlubną, spór pomiędzy proboszczami tej budowli a kościoła św. Mikołaja, około 1250 roku.
Do budowy świątyni został użyty kamień polny i glina (poddobnie w przypadku murów obronnych miasta). Na przełomie XIV i XV wieku świątynia została przebudowana ze stylu romańskiego na styl gotycki. Według legendy, budowla spłonęła od uderzenia pioruna i od tego czasu jest ruiną.